# 奧克瓦利鎮區 (堪薩斯州艾克縣)
奧克瓦利鎮區（英語：Oak Valley Township）為美國堪薩斯州艾克縣轄下的鎮區。2010年美国人口普查中此鎮區人口有143人。

## 地理
奧克瓦利鎮區涵蓋總面積為116.5平方（45.00平方英里），其中陸地面積為115.4平方（44.57平方英里），水域面積為1.1平方（0.43平方英里）或0.96%。海拔高度261（856英尺）。

## 人口統計
根據2010年美國人口普查，奧克瓦利鎮區人口有143人，其中男性有66人，女性有77人，人口密度為每平方公里1.23人，住房計75戶。鎮區內的白人有133人，非裔美國人有0人，美洲原住民有6人，亞裔美國人有0人，太平洋島裔美國人有1人，其他種族有0人，混血種族則有3人。此外鎮區內有1人為西班牙裔或拉丁裔美國人。此鎮區之年齡中位數為42.8歲，而男性年齡中位數為45.5歲，女性年齡中位數為41.8歲。

## 交通

### 主要公路
- 160號美國國道